# Потёмкинцам — потомки
Потёмкинцам — потомки — название монумента, установленного в Одессе в память о восстании на броненосце Черноморского флота Российской империи «Князь Потёмкин-Таврический»

## Возведение
Памятник был задуман в рамках мероприятий по празднованию 60-летия «первой русской революции» — революции 1905—1907 годов — и был торжественно открыт в 60-ю годовщину начала восстания на броненосце «Князь Потёмкин-Таврический» — 27 июня 1965 года.

## Композиция
Бронзовый монумент изображает кульминационный момент восстания, — группа из шести матросов, которых командование корабля решило расстрелять, для чего, по якобы существовавшему на Российском императорском флоте обычаю, уже накрыли брезентом, сбрасывает с себя этот брезент.

На гранитном постаменте выгравировано: «потёмкинцам — потомки», контур броненосца, «1905—1907», каноническая фраза вождя российских большевиков: 
броненосец «Потёмкин» остался непобеждённой территорией революции
В. И. Ленин
Из-за специфической формы гранитного постамента, а также силуэта скульптурной группы одесситы дали памятнику прозвище «утюг».

## Перемещение памятника
В рамках проекта по воссозданию исторического облика Екатерининской площади в городе Одессе, в ходе которого было решено восстановить расположенный на  площади «Памятник основателям Одессы», разрушенный большевистской властью в 1920 году, нужно было решить, что делать с установленным на его месте памятником «Потёмкинцам — потомки». Одесский городской совет 27 июня 2006 года принял решение № 97-V переместить памятник «Потёмкинцам — потомки» с Екатерининской площади на Таможенную площадь с сохранением оригинальных скульптуры и постамента и благоустройством прилегающей территории на новом месте нахождения памятника. Государственной службой охраны культурного наследия Украины в Киеве было дано разрешение на такое перемещение.
Начальник управления охраны объектов культурного наследия Одесского городского совета Владимир Мещеряков заявил, что в архитектурный ансамбль Екатерининской площади советский памятник не вписывался «ни по масштабу, ни по стилистике, ни по историческим событиям».
Ряд украинских общественных организаций и политических сил, от коммунистов до украинских националистов, выступали против переноса памятника из-за того, что на его месте планировалось воссоздать памятник российской императрице. В ночь на 25 июня 2007 года памятник был демонтирован, для чего неустановленные лица разогнали охранительный пикет возле памятника, который выставили украинские националисты.
Торжественное открытие памятника на Таможенной площади состоялось 14 октября 2007 года. Демонтаж «Потёмкинцев», установка памятника на новом месте и благоустройство прилегающей территории были проведены на средства мецената Р. С. Тарпана, городской бюджет не понёс на эти цели никаких расходов. Перед открытием на новом месте скульптурная группа была отремонтирована, её бронзовое основание — укреплено. По информации сайта «Одесса на Гудзоне», только перенос памятника «Потёмкинцам — потомки» обошёлся примерно в 240 тысяч долларов. По мнению специалистов и общественности, памятник хорошо вписался в окружающую архитектурную среду и стал украшением сквера.